# Protection du domaine de vol

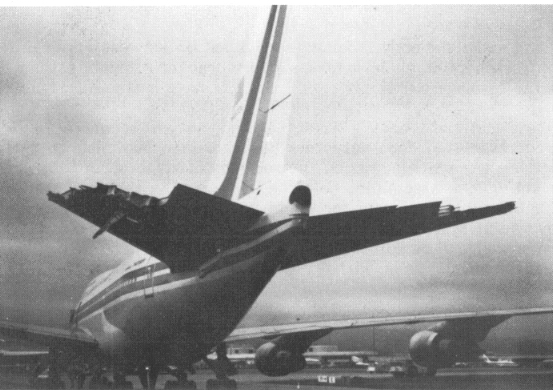
Le Boeing 747 du vol 006 China Airlines endommagé en sortant de son domaine de vol après une chute de 3000 m en 20 secondes.

La protection du domaine de vol est une fonction du système de commandes de vol d'un aéronef qui empêche le pilote de faire des manœuvres qui amèneraient l'aéronef à sortir de son domaine de vol où il risquerait de dépasser ses limites structurelles et aérodynamiques,,. Cette protection est utilisée sous différentes formes dans tous les appareils équipés de commandes de vol électriques. Dans des situations d'urgence, les pilotes peuvent ainsi réagir rapidement sans mettre en danger la sécurité de leur appareil,.